# L'Aquila Rugby Club
L'Aquila Rugby Club fu un club rugbistico italiano dell'Aquila.
Fondato nel 1936 è tra i più antichi club ancora in attività al momento dello scioglimento.
Storicamente tra i club fornitori di nomi importanti a livello internazionale nel dopoguerra, sia di formazione interna come Antonio Di Zitti, Angelo Autore, Massimo Mascioletti, Serafino Ghizzoni o Andrea Masi, sia provenienti da altre regioni come Tommaso Fattori, Andrea Lo Cicero o Salvatore Perugini, nel suo palmarès vantava 5 vittorie nel campionato nazionale e 2 Coppe Italia.
Il suo stadio d'elezione era il Tommaso Fattori, impianto comunale intitolato al citato ex giocatore e allenatore del club nonché giocatore e, in seguito, commissario tecnico dell'Italia.
Per il contributo civile e sportivo dato alla città, l'11 settembre 2009 il club ricevette dall'International Rugby Board il premio IRB Spirit of Rugby in riconoscimento degli atti di coraggio civico dimostrati in occasione del terremoto che colpì L'Aquila nell'aprile precedente.
Dopo una serie di crisi finanziarie, rese più gravi dalla carenza di sponsorizzazioni nel periodo successivo al citato terremoto, il club oscilò tra la prima e la seconda divisione, interrompendo così un periodo di 42 stagioni in cui non era mai retrocesso dalla categoria di vertice, e nel 2018 non si iscrisse al campionato di serie A; nel maggio 2020 la società fu dichiarata fallita.
Una sua costola, il ramo femminile del club, si scisse nel 2014 per diventare una società autonoma, le Belve Neroverdi, che fino al 2021 ha rappresentato la città in una massima serie rugbistica.

## Storia

### Dalla fondazione alla serie A
I primi esperimenti di rugby all'Aquila risalgono al periodo fra il 1936 e il 1942.
In questi anni, una squadra aquilana dalla divisa a strisce orizzontali bianconere partecipò ai tornei dei Comandi Federali della GIL.
La vera nascita risale tuttavia al 1946, anno in cui Tommaso Fattori si fece promotore della fondazione della Polisportiva L'Aquila Rugby. Due anni più tardi, nel 1948-49, la neonata formazione abruzzese partecipò al campionato di I divisione, ottenendo subito un prestigioso secondo posto.
Grazie alla rinuncia di Trieste, nel 1949-50 L'Aquila partecipò al suo primo campionato di Serie B mancando la promozione solo all'ultima partita, persa contro il CUS Genova.
Vinse comunque la Coppa Cicogna e con essa il primo dei suoi 8 titoli italiani giovanili.
L'anno successivo, con soli 3 campionati nazionali all'attivo, conquistò la promozione in serie A.

### I primi successi

L'Aquila per la prima volta campione d'Italia nella stagione 1966-67

Nel campionato 1958-1959 arrivò alla sua prima finale Scudetto, contro le Fiamme Oro Padova, ma perse la partita mancando così il titolo italiano. Nel campionato 1963-1964 si classificò 11ª, a un solo punto da Milano e Genova e venne retrocessa in Serie B, dove rimase solo un anno.
Dopo una serie di buoni piazzamenti, nel 1967 arrivò nuovamente in finale. Nella partita decisiva che si giocò a Roma davanti a più di tremila tifosi aquilani, i neroverdi sconfissero le Fiamme Oro Padova per 6 a 0. Quello scudetto «consacrò definitivamente il prestigio del rugby aquilano a livello nazionale e internazionale e fece conoscere a fondo i valori di un movimento sportivo che coinvolge un'intera città».
L'anno dopo, L'Aquila perse l'opportunità di ripetere il successo del 1967 per soli due punti. Il secondo scudetto arrivò comunque l'anno successivo, nel 1969, al termine di un campionato senza storia in cui i neroverdi conquistarono 18 vittorie e solo 4 pareggi terminando la stagione imbattuti. Nel 1973 arrivò la prima Coppa Italia.

### Gli anni d'oro
Nel 1980-1981, emulando il comportamento delle altre squadre di Serie A, L'Aquila si dotò per la prima volta di una sponsorizzazione ufficiale (la MAEL computer). Gli abruzzesi dominarono la stagione andando a vincere il loro terzo Scudetto, con sei punti di distacco dalla seconda classificata, e la loro seconda Coppa Italia. L'anno seguente replicarono il successo in campionato conquistando così il quarto titolo italiano, mentre nel 1983 fallirono il tris per un solo punto.

Luigi Troiani, utility back dell'Aquila dal 1980 al 1997.

Dopo alcuni buoni piazzamenti e molti rimpianti, nel 1993-1994 L'Aquila arrivò nuovamente in finale contro il più quotato e campione in carica Milan Rugby, dell'allora neopresidente del Consiglio Silvio Berlusconi. La partita, che venne giocata a Padova davanti a quasi quattromila tifosi neroverdi, rappresenta una delle pagine più gloriose della storia del rugby aquilano; sovvertendo ogni pronostico, L'Aquila vinse 23-14 e conquistò il suo quinto scudetto.

### La finale del Flaminio e la nascita della Lega d'Eccellenza
Nel 1999-2000 L'Aquila giunse alla finale di campionato contro il Rugby Roma dopo essere venuta a capo del Benetton in semifinale.
Di fronte a circa 15 000 spettatori, ripartiti più o meno equamente tra le due tifoserie nello stadio Flaminio di Roma teatro di una finale inedita nella storia del campionato, fu la squadra della Capitale ad avere la meglio: già in vantaggio per 30-0 alla fine del primo tempo, Roma resistette al parziale ritorno aquilano nel secondo tempo (17-5) e vinse l'incontro per 35-17; la finale comunque valse all'Aquila la qualificazione alla Heineken Cup, suo esordio europeo assoluto.
La stagione 2001-2002 vide la nascita della Lega Italiana Rugby d'Eccellenza e del campionato Super 10, cui venne ammessa anche L'Aquila.

### La retrocessione in serie A
Al termine di una deludente stagione 2006-2007, L'Aquila venne penalizzata per aver schierato, nella vittoriosa partita contro il GRAN Parma, un giocatore di formazione italiana in meno rispetto a quanto previsto dai regolamenti.
La violazione fu sanzionata con 4 punti di penalizzazione e la sconfitta d'ufficio.
Questa sanzione portò alla retrocessione dell'Aquila Rugby dopo 42 anni consecutivi di militanza nella massima serie.
Nella stagione 2007-2008, disputata nel girone 1 della Serie A, L'Aquila ottenne un deludente terzo posto piazzandosi alle spalle di Rugby Roma e Cavalieri Prato. Riuscì comunque a conquistare la finalissima contro la Roma per tornare in Super 10, ma perse l'incontro con il risultato finale di 24-10 (11-3).

### Il terremoto e il ritorno nel Super 10
La stagione 2008-09 vide la squadra nuovamente al terzo posto, al termine di un anno funestato dal terremoto che sconvolse la provincia aquilana.
La società, che subì anche la perdita del pilone Lorenzo Sebastiani, mise a disposizione la squadra per evacuare i pazienti non deambulanti dell'ospedale cittadino San Salvatore.
In quella stagione, dopo aver eliminato la S.S. Lazio in semifinale con due combattutissime gare giocate entrambe in trasferta per l'impraticabilità dello Stadio Fattori, i neroverdi furono battuti in finale allo Stadio Flaminio dai Cavalieri di Prato, che conquistarono così la loro prima promozione nella massima serie.
Il 10 giugno 2009, a causa della mancata iscrizione al massimo campionato della Capitolina, L'Aquila fu promossa d'ufficio dalla F.I.R. e tornò quindi in Super 10.
L'11 settembre successivo la società fu insignita del premio IRB Spirit of Rugby Award per il coraggio e la forza d'animo dimostrati in seguito al terremoto.
Durante la premiazione, avvenuta in occasione della prima partita di campionato vinta contro il Viadana, il presidente dell'International Rugby Board, Bernard Lapasset, definì il riconoscimento «un premio speciale per una squadra speciale».

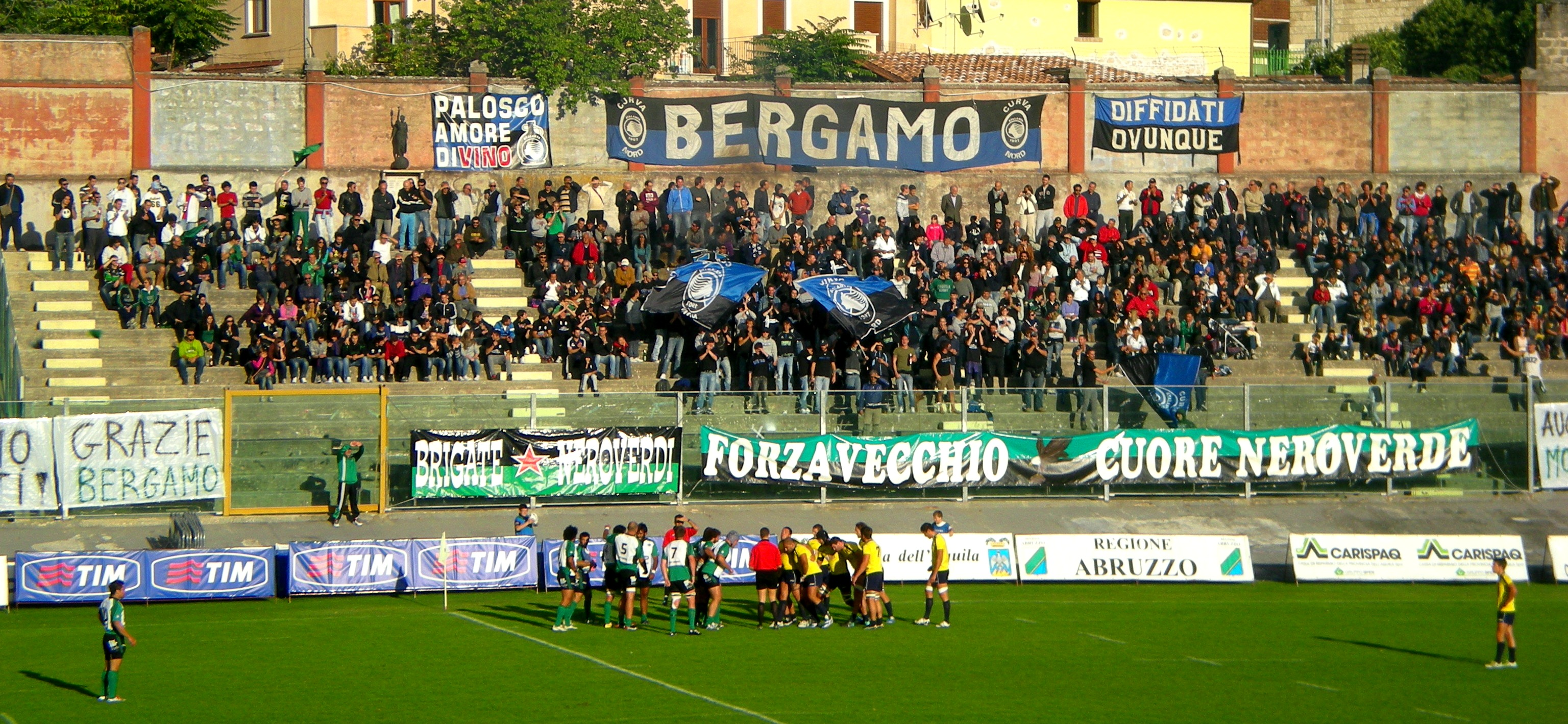
La tifoseria dell'Atalanta allo stadio Tommaso Fattori in occasione di una partita del campionato 2011-12

A seguito del terremoto, i tifosi della squadra di calcio bergamasca dell'Atalanta organizzarono un gemellaggio con quelli dell'Aquila, organizzando una lotteria di beneficenza che fruttò 15 000 euro e, in seguito, più volte presenziando agli incontri della squadra dagli spalti del "Fattori"; in segno di ringraziamento la compagine abruzzese veste, dal 2010, i colori societari dell'Atalanta (nero e azzurro) sull'uniforme insieme a quelli storici neroverdi.

### La retrocessione sul campo e l'immediato ritorno in Eccellenza
Tre anni dopo il ritorno in Eccellenza, nel 2012-13 L'Aquila si classificò ultima a pari punti con i Crociati.
Al successivo spareggio disputatosi a Prato, risoltosi in una sconfitta 15-21 dalla squadra emiliana, seguì la retrocessione in Serie A1.
Nella stagione 2013-14, nonostante le difficoltà economiche, la squadra fu costantemente al primo posto in classifica nel campionato di Serie A1, che chiuse con una sola sconfitta.
Dopo aver superato le semifinali play-off grazie alla vittoria a tavolino contro il Badia, L'Aquila superò in finale 28-18 i Lyons di Piacenza sul neutro dello stadio XXV Aprile di Parma, tornando così in Eccellenza.
Nella stagione 2014-15 oltre alla maglia ufficiale, con i colori nero-verde, utilizzò delle maglie "evento", sei maglie che riproducevano i principali monumenti aquilani danneggiati dal sisma del 2009 ristrutturati o in ristrutturazione, una il Gran Sasso e una disegnata dai bambini delle scuole aquilane. I monumenti riportati sulle maglie furono: Palazzo Pica Alfieri, Basilica di Santa Maria di Collemaggio, Teatro San Filippo, Palazzo Ardinghelli, Basilica di San Bernardino.La squadra in questa stagione si posiziona al penultimo posto, raggiungendo la salvezza grazie alle vittorie contro I Cavalieri sia nel girone di andata che in quello di ritorno.
Al termine del campionato 2015-16 si classificò ultima, con all'attivo una sola vittoria, e venne retrocessa in serie A.

### La scomparsa
Nella stagione successiva raggiunse la finale di serie A, persa a Parma contro I Medicei; dopo un altro anno di permanenza in questa serie, in cui si classificò quarta nella poule promozione del girone 2, nella stagione 2018-19 non partecipò al campionato al quale, malgrado la grave situazione finanziaria, si era comunque iscritta, concludendo di fatto la sua attività agonistica.

## Cronologia
| Cronistoria dell'Aquila Rugby |
| --- |
| - 1936 · Fondazione della Società Amatoriale L’Aquila Rugby - 1936-42 · Attività giovanile - 1946 · Nascita della Polisportiva L’Aquila Rugby - 1946-48 · Attività di propaganda - 1948-49 · 2ª Prima Divisione promozione in serie B - 1949-50 · 2º girone C serie B (sconf. spareggio promozione) - 1950-51 · 1º girone C serie B promozione in serie A - 1951-52 · 7ª serie A - 1952-53 · 8ª serie A - 1953-54 · 9ª serie A - 1954-55 · 4ª serie A - 1955-56 · 5ª serie A - 1956-57 · 3º girone D serie A - 1957-58 · 2º girone A serie A (sconf. semifinale scudetto) - 1958-59 · 2º girone C serie A (sconf. finale scudetto) - 1959-60 · 5º girone C serie A - 1960-61 · 4º girone C Eccellenza - 1961-62 · 9ª Eccellenza - 1962-63 · 7ª Eccellenza - 1963-64 · 11ª Eccellenza retrocessione in serie B - 1964-65 · 2º girone C serie B promozione in serie A - 1965-66 · 3ª serie A - 1966-67 · 1ª serie A Campione d’Italia (1º titolo) - 1967-68 · 2ª serie A - 1968-69 · 1ª serie A Campione d’Italia (2º titolo) - 1969-70 · 2ª serie A - 1970-71 · 4ª serie A - 1971-72 · 7ª serie A - 1972-73 · 5ª serie A Coppa Italia (1º titolo) - 1973-74 · 2ª serie A - 1974-75 · 2ª serie A - 1975-76 · 4ª serie A - 1976-77 · 3ª serie A - 1977-78 · 8ª serie A - 1978-79 · 4ª serie A - 1979-80 · 4ª serie A - 1980-81 · 1ª Serie A Campione d’Italia (3º titolo) Coppa Italia (2º titolo) - 1981-82 · 1º girone A serie A 1ª poule scudetto Campione d’Italia (4º titolo) - 1982-83 · 1º girone A serie A 2ª poule scudetto - 1983-84 · 2º girone B serie A 4ª poule scudetto - 1984-85 · 1º girone A serie A 4ª poule scudetto - 1985-86 · 1º girone A serie A 2ª poule scudetto - 1986-87 · 3ª serie A1 - 1987-88 · 2ª serie A1 (sconf. semifinale playoff) - 1988-89 · 4ª serie A1 (sconf. semifinale playoff) - 1989-90 · 4ª serie A1 (sconf. quarti finale playoff) - 1990-91 · 6ª serie A1 (sconf. quarti finale playoff) - 1991-92 · 6ª serie A1 (sconf. quarti finale playoff) - 1992-93 · 8ª serie A1 - 1993-94 · 2ª serie A1 Campione d’Italia (5º titolo) - 1994-95 · 4ª serie A1 (sconf. semifinale playoff) - 1995-96 · 4ª serie A1 (sconf. quarti finale playoff) - 1996-97 · 8ª serie A1 (sconf. quarti finale playoff) - 1997-98 · 4º girone A serie A 1ª poule salvezza - 1998-99 · 6º girone B serie A 3ª poule salvezza - 1999-2000 · 2º girone A serie A 4ª poule scudetto (sconf. finale scudetto) - 2000-01 · 2º girone B serie A 6ª poule scudetto - 2001-02 · 6ª super 10 - 2002-03 · 8ª super 10 - 2003-04 · 8ª super 10 - 2004-05 · 6ª super 10 - 2005-06 · 9ª super 10 - 2006-07 · 10ª super 10 retrocessione in serie A1 - 2007 · Trasferimento del titolo sportivo alla L'Aquila Rugby 1936 - 2007-08 · 3ª serie A1 (sconf. finale promozione) - 2008-09 · 3ª serie A1 (sconf. finale promozione) ripescaggio in Super 10 - 2009-10 · 8ª super 10 - 2010-11 · 9ª Eccellenza - 2011-12 · 8ª Eccellenza - 2012-13 · 12ª Eccellenza (sconf. spareggio 11º posto) retrocessione in serie A1 - 2013-14 · 1ª serie A1 promozione in Eccellenza - 2014 · Trasferimento del titolo sportivo a L'Aquila Rugby Club - 2014-15 · 9ª Eccellenza - 2015-16 · 10ª Eccellenza retrocessione in serie A - 2016-17 · 1º girone 4 serie A 2ª poule promozione 1 (sconf. finale promozione) - 2017-18 · 2º girone 4 serie A 4ª poule promozione 1 - 2018-19 · Rinuncia alla serie A - 2019 · luglio: revoca affiliazione FIR per inattività |

## Palmarès

La rosa dell'Aquila artefice del double nazionale 1980-81

- Campionati italiani: 5
1966-67, 1968-69, 1980-81, 1981-82, 1993-94

- Coppe Italia: 2
1972-73, 1980-81

## Giocatori di rilievo
Di seguito elencati i giocatori di maggiore rilievo nazionale ed internazionale che hanno militato nello storico club aquilano:
- Angelo Autore
- Carlo Caione
- Agustín Cavalieri
- Andrea Cococcetta
- Marcello Cuttitta
- Massimo Cuttitta
- Santiago Dellapè
- Alberto Di Bernardo
- Tommaso Fattori
- Carlo Festuccia
- Danie Gerber
- Andrea Lo Cicero
- Rob Louw
- Peter Fatialofa
- Massimo Mascioletti
- Andrea Masi
- Matteo Mazzantini
- Alejandro Moreno
- Ludovico Nitoglia
- Gert Peens
- Salvatore Perugini
- Simon Picone
- Ennio Ponzi
- Roberto Quartaroli
- Paolo Rosi
- Joël Stransky
- Luigi Troiani
- Maurizio Zaffiri

## Stagioni
Le stagioni sportive del club si riferiscono ai soli campionati maggiori professionistici di Lega.